# Marioneta

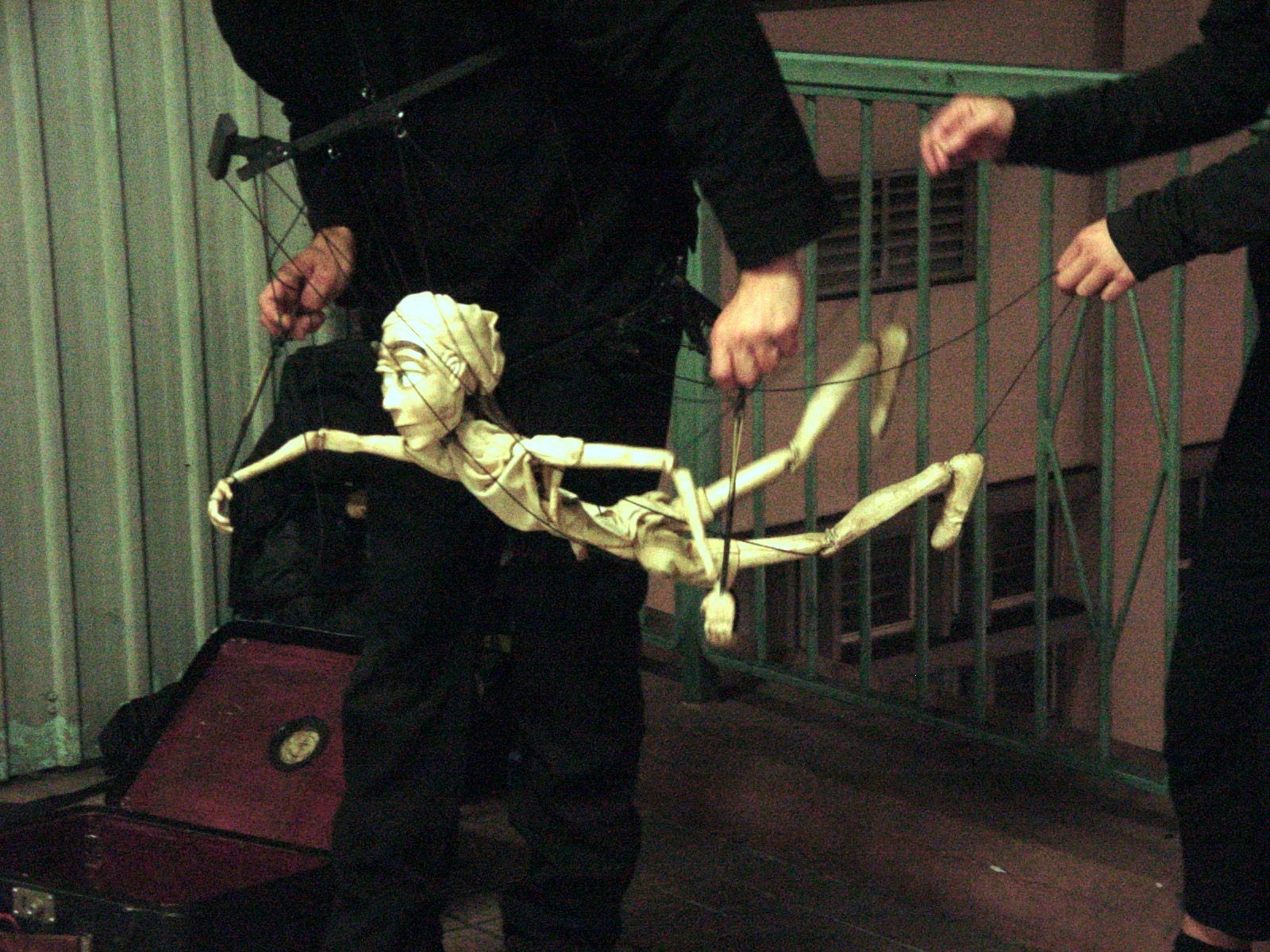
Carlito

Fantoche, marionete ou marioneta, origina-se do termo marionnette que na língua francesa significa boneco (pessoa, animal ou objeto animado) movido por meio de cordéis manipulados por pessoa oculta atrás de uma tela, em um palco em miniatura. Constitui-se numa forma de entretenimento para adultos e crianças. Quem manipula uma marionete é um titereiro ou marionetista.

## Histórico

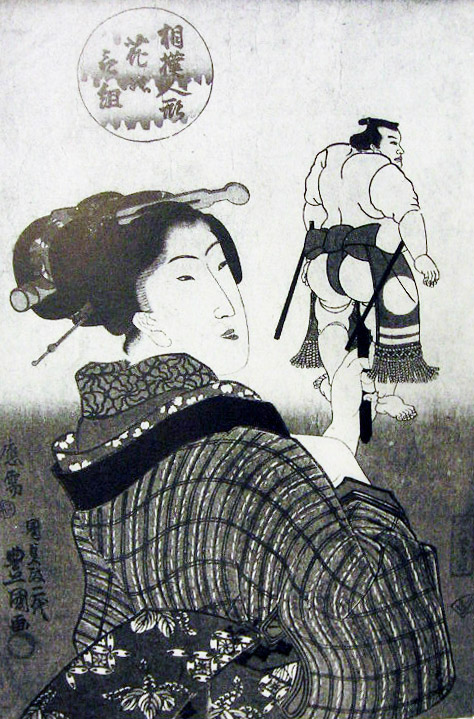
Japonesa manipulando o Bunraku

Na cultura do Ocidente, surgiram em plena Idade Média, na França, chamadas de marionette, como um diminutivo de marion - por sua feita já um diminutivo de Maria.
O Bunraku (em japonês: 文楽), também conhecido por Ningyō jōruri (人形浄瑠璃), é uma tradicional forma de teatro de fantoches, fundado em Osaka, em 1684, utilizando-se de marionetas manipuladas por varinhas.

### Marionetes sicilianas
Na Sicília há duas formas tradicionais e populares de apresentação com marionetes, ambas sob forte influência normanda e provençal. São adornadas carroças com intrincada decoração representando cenas de poemas românticos franceses, como A Canção de Rolando. Também são apresentados os mesmos contos em teatrinhos de bonecos tradicionais, caracterizados pelas marionetes feitas artesanalmente em madeira. Estes últimos recebem o nome de "Opira dî Pupi" (ou "ópera de bonecos"), em o dialeto siciliano. Estes teatrinhos, bem como a secular tradição siciliana dos "Cantastorî" (literalmente: contadores de histórias), têm suas raízes nos trovadores provençais, que foram proeminentes ali durante o reinado de Frederico II da Germânia, na primeira metade do século XIII. Palermo é um dos lugares que conservaram esta tradição.

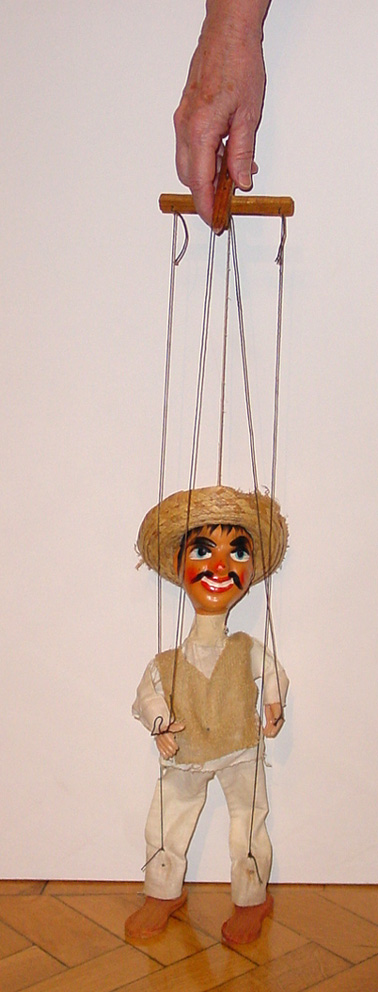
Uma marionete de um boneco caracterizado mexicano

## Construção e manipulação
A marionete de fios é composta por três elementos estruturais: o boneco ou figura animado, representando um ser humano, animal ou criatura antropomórfica; os fios de comando, que comunicam ao boneco os gestos e ações pretendidas pelo animador; o comando ou cruzeta, destinada à controlar os fios e os movimentos do boneco. Trata-se de uma técnica comum em diferentes culturas, mas com uma grande complexidade formal, tanto na construção da figura como do seu sistema de manipulação (comando ou cruzeta). A funcionalidade da marioneta depende de uma compreensão adequada dos seus princípios mecânicos e estruturais. Trata-se de uma arte ancestral, que evoluiu a partir de pressupostos técnicos de base, incorporando permanentemente novas tecnologias e materiais ao longo da sua história.

## No cinema
Em 2004, Strings, uma coprodução europeia, é ambientada num mundo onde todos os personagens são marionetas, e os seus fios são a origem da sua força vital. No mesmo ano, Team America: World Police, um filme dos criadores da série South Park, inclui atores de Hollywood, militares norte-americanos, terroristas, líderes políticos e cenas de sexo, numa comédia satírica só com marionetas.